# Bibelns lära om Kristus
Bibelns lära om Kristus är en stridsskrift av Viktor Rydberg från 1862. I boken, som blev en av 1800-talets mest omdebatterade svenska böcker, förnekar Rydberg treenighetsläran och avvisar Kristi gudom. I istället förespråkar Han en bibeltolkning fri från bekännelseskrifter och dogmatiska förutfattade meningar. Skriften väckte stark teologisk kritik, men fick också stöd, särskilt bland samtida filosofer.

## Bakgrund
Bakgrunden till att Viktor Rydberg skrev boken var en renlärighetsstrid (den så kallade Ljungbergska striden) mot lektorn Wilhelm Ljungberg, en lärjunge till filosofen Christopher Jacob Boström. Ljungberg ansågs ha förnekat Kristi gudom och därför råkade ut för "kättarförföljelse".
I ett brev till S.A. Hedlund ett kvarts sekel senare redogjorde Rydberg för hur hans skrift kom till. "Jag såg", skrev han, "en ädel man, framlidne lektor Ljungberg, stå där utan någon vän vid sin sida, angripen av en skara fanatiker, som ville moraliskt och medborgerligt tillintetgöra honom. Övertygad som jag var och är, att det var han – icke hans angripare – som stod på biblisk grund, skref jag ’Bibelns lära om Kristus’."

## Innehåll
Rydberg utgick i skriften ifrån att man skulle läsa Bibeln utan att låta senare dogmatiska bekännelseskrifter utgöra ledning för omdömet. Oberoende av symbola och av egna förutfattade meningar undersökte han alltså vad Bibeln faktiskt innehöll om Kristi gudom. Han kom för sin del till ett negativt resultat: Jesus var för honom den bäste och ädlaste bland människor – idealmänniskan – men läran om hans gudomliga natur tillskrev Rydberg senare kyrkliga bekännelseskrifter.
Författaren gjorde också gällande att det vore en olycksdiger tro att reformationen skulle vara avslutad med Luther, som själv hade betraktat sitt verk endast såsom en reformationens begynnelse. Det vore en katolicerande motsägelse inom protestantismen att visserligen å ena sidan förneka påvens och kyrkomötenas ofelbarhet men å andra sidan upphöja senare tiders bekännelseskrifter till ett slags ofelbar papperspåve. Därför manar Rydberg läsaren att "nedslå papperspåven och i hans ställe upphöja den fria forskningen: att våga tro, även i det religiösa, såväl som i det vetenskapliga, det politiska, det sociala, på frihetens välsignelse. Att i vetenskapen tro på friheten är att tro på mänskliga förnuftet; att i det politiska och sociala tro på friheten är att tro på en sedlig världsordning; att i det religiösa tro på friheten är att tro på Gud."

## Efterföljande debatt
I företalet till boken karakteriserar Viktor Rydberg den själv som en stridsskrift, "ett spjut, som jag slungat mot de fientliga lederna i krigarens lovliga uppsåt att såra och döda". Den framkallade en mängd motskrifter från teologiskt håll, och Rydbergs uppfattning dömdes ut av många, medan andra – särskilt filosofer – ställde sig på hans sida.